# Ulysses (Nowy Jork)
Ulysses – miasto w Stanach Zjednoczonych, w stanie Nowy Jork, w hrabstwie Tompkins.